# زورق بيسي

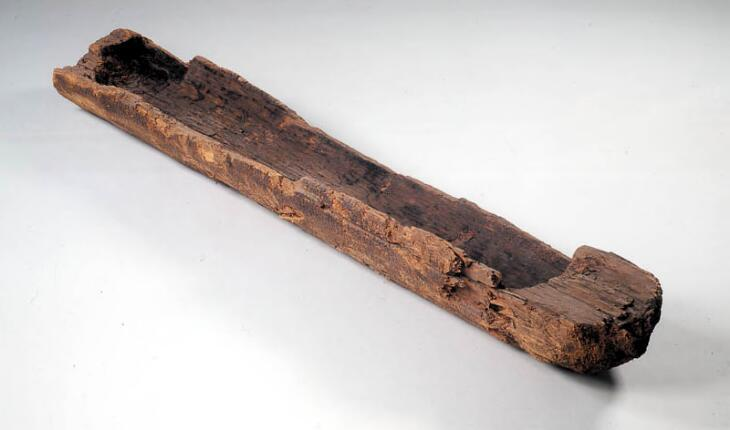
زورق بيسي. يعود تاريخ هذا الزورق إلى حوالي عام 6315 (+/- 275) قبل الميلاد، حسب طريقة التقدير بواسطة الكربون المشع، بجامعة جرونينجن.

يعتقد أن زورق بيسي أو قارب كانو بيسي هو أقدم قارب كانو معروف في العالم. والتأريخ بالكربون المشع يشير إلى أن القارب كان بُني خلال فترة العصر الحجري المتوسط المبكر بين 8040 ق.م و7510 ق.م، ويقع حالياً في متحف درنتس في أسن، هولندا.